# Caraúna
A caraúna (Plegadis chihi) é uma ave migratória pelecaniiforme da família dos tresquiornitídeos natural dos banhados da América do Sul. Tais aves chegam a medir 53 cm de comprimento, com plumagem castanho-escura e asas e cauda verdes violáceo-purpúreas, bico e pés escuros e íris vermelha. Também é conhecida pelos nomes de curicaca, curicaca-parda, guaraúna, maçarico-preto e tapicuru.